# Paulo Cavalcanti
Paulo Aldebaran Lopes Cavalcanti, mais conhecido simplesmente por Paulo Cavalcanti (São Paulo, 1962 – São Paulo, 26 de fevereiro de 2019), foi um jornalista e crítico musical brasileiro, conhecido por seus trabalhos nas revistas musicais Bizz – posteriormente Showbizz -, Shopping Music e Rolling Stone Brasil (onde era o responsável por editar os guias de CDs, livros, filmes, DVDs), além do jornal paulistano "Notícias populares".
Notório pelo seu conhecimento enciclopédico, era considerado um dos maiores jornalistas de música do Brasil.
Em seus últimos anos de vida, estava trabalhando, ao lado de André Barcinski, em um documentário sobre a história do pop brasileiro.
Faleceu aos 57 anos vitimado por problemas cardíacos.